# NGC 936
NGC 936 (również PGC 9359 lub UGC 1929) – galaktyka soczewkowata z poprzeczką (SB0-a), znajdująca się w gwiazdozbiorze Wieloryba w odległości 50 milionów lat świetlnych. Została odkryta 6 stycznia 1785 roku przez Williama Herschela.
W galaktyce NGC 936 zaobserwowano supernową SN 2003gs.